# Henryk Perzyński
Henryk Jan Perzyński (ur. 8 marca 1948 w Kole) – polski muzyk, autor tekstów, harcerz i nauczyciel. Założyciel Manufaktury Piosenki Harcerskiej „Wartaki”.

## Życiorys
Syn Marii, pielęgniarki i harcerki.  
Po ukończeniu szkoły podstawowej uczęszczał do Technikum Ekonomicznego, które ukończył w 1967. Następnie ukończył Studium Nauczycielskie w Poznaniu, podczas studiów w Studium Nauczycielskim należał do kabaretu „Deska” działającego przy Wyższej Szkole Ekonomicznej w Poznaniu. 
W 1969 roku rozpoczął pracę w Szkole Podstawowej nr 2 w Kole jako nauczyciel muzyki. W latach 1977−1979 pracował w Stacji Hodowli Roślin w Chodowie, a od 1979 pracował w Spółdzielni Mieszkaniowej w Kole jako inspektor ds. kultury. W 1994 roku objął stanowisko inspektora ds. dzieci i młodzieży w Urzędzie Miejskim w Kole. W 2005 przeszedł na emeryturę.  
Od 1956 roku był harcerzem. Po ukończeniu technikum w 1967 roku złożył zobowiązanie instruktorskie. W 1970 został harcmistrzem. W 1973 roku założył zespół „Wartaki”, którym od tego czasu kieruje. Jest również autorem piosenek, część z nich była publikowana w czasopiśmie Świat Młodych.  
Poza tym, w latach 1994−1998 był radnym Rady Miejskiej w Kole, od 1999 do 2010 roku był radnym Rady Powiatu Kolskiego, w tym w latach 1999−2002 jej przewodniczącym, a w latach 2002−2010 członkiem Zarządu Powiatu. W wyborach samorządowych w 2014 (z listy Towarzystwa Samorządowego) i 2018 roku bez powodzenia kandydował do Rady Miejskiej w Kole.  

## Życie prywatne
Żonaty, jego żona jest również nauczycielką. Wychowali dwoje dzieci: syna i córkę, którzy także są nauczycielami.
W 2023 roku wykryto u niego nowotwór krtani, który spowodował, że nie może już śpiewać.

## Odznaczenia i nagrody
- Złoty Krzyż Zasługi (2013)[7]
- Brązowy Medal „Zasłużony Kulturze Gloria Artis” (2023)[8]
- Medal Komisji Edukacji Narodowej (2011)[2]
- Odznaka honorowa „Zasłużony dla Kultury Polskiej” (2008)[2]
- Order Uśmiechu (1993)[9]

W 2017 roku otrzymał nagrodę „Czesława”, przyznawanej za zasługi dla mieszkańców Koła i powiatu kolskiego. 31 maja 2023 roku Rada Miejska w Kole podjęła uchwałę w sprawie nadania Henrykowi Perzyńskiemu tytułu honorowego obywatela miasta Koła.